# Copa Confederacions de la FIFA
La Copa Confederacions de la FIFA fou un torneig de futbol organitzat per la FIFA, en el qual participaven 8 equips (seleccions d'estats o nacions) que representaven les 6 confederacions que componen el màxim organisme del futbol mundial.
En les últimes edicions se celebrava cada 4 anys, (anteriorment cada 2 anys) i congregava els guanyadors dels torneigs continentals de cada confederació, el campió de la Copa del Món de la FIFA i l'amfitrió:

Mapa mundial amb les 6 confederacions participants

- Confederació Asiàtica de Futbol: Copa Asiàtica
- CAF: Copa Africana
- CONCACAF: Copa d'Or
- CONMEBOL: Copa Amèrica
- OFC: Copa de Nacions
- UEFA: Eurocopa

## Història

### Antecedents
La Copa Confederacions tingué com a precursor la Copa Artemio Franchi, anomenada en honor del dirigent italià Artemio Franchi, que es disputà només en dues edicions, el 1985 i 1993, enfrontant les nacions campiones d'Europa (Eurocopa) i d'Amèrica (Copa Amèrica de futbol). França guanyà l'edició de 1985, i Argentina la de 1993.

### Inicis sota el nom de «Copa Rei Fahd» (1992-1995)
L'any 1992 es creà la Copa Rei Fahd organitzada a Aràbia Saudita que enfrontà els guanyadors dels diversos continents, i que es disputà per segona vegada l'any 1995. Argentina guanyà l'edició de 1992, i Dinamarca la de 1995.

### Continuïtat com a Copa FIFA Confederacions (1997-2017)
El 1997, la FIFA la va elevar de categoria, va augmentar el nombre de participants a vuit i li va canviar el nom a Copa Confederacions de la FIFA.
El 2001, com a avanç de la Copa del Món de Futbol 2002 va ser organitzada per Corea del Sud i Japó. Sota aquest precedent, Alemanya també organitza la de l'any 2005. La següent edició es va celebrar a Sud-àfrica del 14 al 28 de juny de 2009. L'anterior Copa FIFA Confederacions 2013 es va celebrar a Brasil ia 2017 es va dur a terme a Rússia.
El torneig de l'any 2003, el món es va veure commocionat a causa de la mort del jugador camerunès Marc-Vivien Foé, que va morir per extendiment del seu ventricle esquerre en el minut 71' del partit de semifinals entre Camerun i Colòmbia.

### Cancel·lació de la Copa Confederacions 2021 i extinció
Inicialment, la Copa Confederacions de 2021 es va adjudicar a Qatar el 2 de desembre de 2010, en ser l'organitzador de la Copa del Món de Futbol de 2022. A causa de les altes temperatures de l'estiu qatarià i la impossibilitat de canvis de data (contrari al que va succeir per a la Copa Mundial) per calendaris futbolístics programats per a aquest any, el 25 de febrer de 2015 la FIFA va decidir retirar a Catar la seu d'aquest esdeveniment i es va obrir la candidatura a les diferents associacions del mateix continent a reemplaçar per un nou certamen mentre el Mundial es durà a terme el 21 de novembre i el 18 de desembre de 2022. No obstant això, es compensaria al país amb l'organització d'un altre torneig de la FIFA a disputar-se al desembre com a prova per al Mundial de 2022. Aquest torneig va acabar sent la Copa Àrab, disputada entre el 30 de novembre i el 18 de desembre del 2021.
Al març de 2019 el president de la FIFA va anunciar la creació d'un nou Mundial de Clubs ampliat que reemplaçarà a la Copa Confederacions i que ocuparà les dates del torneig, donant per extint i finalitzat la disputa d'aquest torneig. El juny de 2022 el format de la Copa Artemio Franchi va retornar amb el nom de Finalissima.

## Palmarès
En total, sis seleccions nacionals han estat coronades com a campiones de la Copa Confederacions:
- 4 títols:
  -  Brasil (1997 - 2005 - 2009 - 2013)
- 2 títols:
  -  França (2001 - 2003)
- 1 títol:
  -  Argentina (1992)
  -  Dinamarca (1995)
  -  Mèxic (1999)
  -  Alemanya (2017)

## Campionats
| Any          | Seu                  |             | Final    | Final            | Final             |                | Tercer lloc      | Tercer lloc | Tercer lloc |
| Any          | Seu                  | Campió      | Marcador | Segon lloc       | Tercer lloc       | Marcador       | Quart lloc       |             |             |
| 1992 Detalls | Aràbia Saudita       | · Argentina | 3:1      | · Aràbia Saudita | · Estats Units    | 5:2            | · Costa d'Ivori  |             |             |
| 1995 Detalls | Aràbia Saudita       | · Dinamarca | 2:0      | · Argentina      | · Mèxic           | 1:1 (5:4 pen.) | · Nigèria        |             |             |
| 1997 Detalls | Aràbia Saudita       | · Brasil    | 6:0      | · Austràlia      | · República Txeca | 1:0            | · Uruguai        |             |             |
| 1999 Detalls | Mèxic                | · Mèxic     | 4:3      | · Brasil         | · Estats Units    | 2:0            | · Aràbia Saudita |             |             |
| 2001 Detalls | Corea del Sud i Japó | · França    | 1:0      | · Japó           | · Austràlia       | 1:0            | · Brasil         |             |             |
| 2003 Detalls | França               | · França    | 1:0 (1)  | · Camerun        | · Turquia         | 2:1            | · Colòmbia       |             |             |
| 2005 Detalls | Alemanya             | · Brasil    | 4:1      | · Argentina      | · Alemanya        | 4:3 (2)        | · Mèxic          |             |             |
| 2009 Detalls | Sud-àfrica           | · Brasil    | 3:2      | · Estats Units   | · Espanya         | 3:2 (2)        | · Sud-àfrica     |             |             |
| 2013 Detalls | Brasil               | · Brasil    | 3:0      | · Espanya        | · Itàlia          | 2:2 (3:2 pen.) | · Uruguai        |             |             |
| 2017 Detalls | Rússia               | · Alemanya  | 1:0      | · Xile           | · Portugal        | 2:1            | · Mèxic          |             |             |

### Palmarès per països
| Selecció        | Títols                     | Subcampió      | 3r lloc        | 4t lloc        |
| --------------- | -------------------------- | -------------- | -------------- | -------------- |
| Brasil          | 4 (1997, 2005, 2009, 2013) | 1 (1999)       | —              | 1 (2001)       |
| França          | 2 (2001, 2003)             | —              | —              | —              |
| Argentina       | 1 (1992)                   | 2 (1995, 2005) | —              | —              |
| Mèxic           | 1 (1999)                   | —              | 1 (1995)       | 2 (2005, 2017) |
| Alemanya        | 1 (2017)                   | —              | 1 (2005)       | —              |
| Dinamarca       | 1 (1995)                   | —              | —              | —              |
| Estats Units    | —                          | 1 (2009)       | 2 (1992, 1999) | —              |
| Austràlia       | —                          | 1 (1997)       | 1 (2001)       | —              |
| Espanya         | —                          | 1 (2013)       | 1 (2009)       | —              |
| Aràbia Saudita  | —                          | 1 (1992)       | —              | 1 (1999)       |
| Japó            | —                          | 1 (2001)       | —              | —              |
| Camerun         | —                          | 1 (2003)       | —              | —              |
| Xile            | —                          | 1 (2017)       | —              | —              |
| República Txeca | —                          | —              | 1 (1997)       | —              |
| Turquia         | —                          | —              | 1 (2003)       | —              |
| Itàlia          | —                          | —              | 1 (2013)       | —              |
| Portugal        | —                          | —              | 1 (2017)       | —              |
| Uruguai         | —                          | —              | —              | 2 (1997, 2013) |
| Costa d'Ivori   | —                          | —              | —              | 1 (1992)       |
| Nigèria         | —                          | —              | —              | 1 (1995)       |
| Colòmbia        | —                          | —              | —              | 1 (2003)       |
| Sud-àfrica      | —                          | —              | —              | 1 (2009)       |

### Representants
| campió | subcampió | tercer |

| Representació                  | Copa Artemio Franchi | Copa Artemio Franchi | Copa del Rei Fahd | Copa del Rei Fahd  | Copa del Rei Fahd         | Copa Confederacions de la FIFA | Copa Confederacions de la FIFA | Copa Confederacions de la FIFA | Copa Confederacions de la FIFA | Copa Confederacions de la FIFA | Copa Confederacions de la FIFA | Copa Confederacions de la FIFA |
| Representació                  | 1985                 | 1993                 | 1992              | 1995               | 1997                      | 1999                           | 2001                           | 2003                           | 2005                           | 2009                           | 2013                           | 2017                           |
| Organitzador                   | França (1)           | Argentina (2)        | Aràbia Saudita    | Aràbia Saudita (3) | Aràbia Saudita            | Mèxic                          | Corea del Sud                  | França (9)                     | Alemanya                       | Sud-àfrica                     | Brasil                         | Rússia                         |
| Copa Confederacions de la FIFA |                      |                      |                   |                    |                           | Brasil                         | Mèxic                          |                                |                                |                                |                                |                                |
| Copa del Món de Futbol         |                      |                      |                   |                    | Brasil                    |                                |                                | Brasil i Turquia (10)          | Brasil                         | Itàlia                         | Espanya                        | Alemanya                       |
| Eurocopa                       |                      | Dinamarca            |                   | Dinamarca          | República Txeca (5)       | Alemanya                       | França                         | (9)                            | Grècia                         | Espanya                        | Itàlia (12)                    | Portugal                       |
| Copa Amèrica                   | Uruguai              |                      | Argentina         | Argentina          | Uruguai                   | Bolívia (6)                    | Brasil                         | Colòmbia                       | Argentina (11)                 | Brasil                         | Uruguai                        | Xile                           |
| Copa d'Or de la CONCACAF       |                      |                      | Estats Units      | Mèxic              | Mèxic                     | Estats Units (7)               | Canadà                         | Estats Units                   | Mèxic                          | Estats Units                   | Mèxic                          | Mèxic                          |
| Copa d'Àsia                    |                      |                      |                   | Japó               | Emirats Àrabs Units FG(4) | Aràbia Saudita                 | Japó (8)                       | Japó                           | Japó                           | Iraq                           | Japó                           | Austràlia                      |
| Copa d'Àfrica de Nacions       |                      |                      | Costa d'Ivori     | Nigèria            | Sud-àfrica                | Egipte                         | Camerun                        | Camerun                        | Tunísia                        | Egipte                         | Nigèria                        | Camerun                        |
| Copa de Nacions de l'OFC       |                      |                      |                   |                    | Austràlia                 | Nova Zelanda                   | Austràlia                      | Nova Zelanda                   | Austràlia                      | Nova Zelanda                   | Tahití                         | Nova Zelanda                   |